# Reis naar Mars
Reis naar Mars is het 11de stripverhaal van Samson en Gert. De reeks werd getekend door striptekenaarsduo Wim Swerts & Jean-Pol. Danny Verbiest, Gert Verhulst en Hans Bourlon namen de scenario's voor hun rekening. De strips werden uitgegeven door Studio 100. Het stripalbum verscheen in 1996.

## Hoofdpersonages
In dit verhaal spelen de volgende hoofdpersonages mee:
- Samson
- Gert
- Alberto Vermicelli
- Burgemeester Modest
- Octaaf De Bolle
- Marie

## Verhalen
Het album bevat de volgende drie verhalen:
1. Reis naar Mars
Octaaf wil de fiets en de wasmachine van Gert, het mandje van Samson, de haardroger van Alberto en de stofzuiger van Marie niet repareren omdat hij niet genoeg tijd heeft. Onze vrienden komen hierdoor in de problemen. Marlène kan nu niet met Gert gaan fietsen dus gaat ze met Jean-Louis-Michel motorrijden. Bobientje lacht Samson uit omdat hij in een plastic wasmandje slaapt. De klanten van Alberto vinden het niet normaal omdat hij hun haar droog blaast. En Marie heeft steeds rugpijn van het stofzuigen met een kruimeldief (die bij de tweede poging van Octaaf ook kapot gaat). Maar Octaaf is te veel bezig met zijn reis naar Mars voor te bereiden. Hij is namelijk een raket aan het maken die hem tot daar moet brengen. De eerste twee keren lukt het echter niet zoals gepland. Zal de derde keer de goeie keer zijn en komt het nog goed tussen Marlène en Gert?
2. De Lolly's
De Lolly's, een bekende popgroep, komt naar het dorp. Samson, Gert, Alberto en Octaaf brengen alles in gereedheid. De fans weten echter niet van ophouden met hen te bestoken en willen zo noodgedwongen onderduiken. Op de dag van het optreden blijken De Lolly’s verdwenen te zijn. Waar zijn ze naartoe en wie zal er nu de fans bekoren? Gelukkig heeft Samson daar een oplossing voor. Als dat maar goed afloopt.
3. De kerstboom
Het dorp lijdt onder een tekort aan kerstbomen. Samson en Gert en de burgemeester hebben nog een kerstboom nodig. Hoe zullen Alberto en Octaaf dit oplossen?